# Дерінг-Гарбор (Нью-Йорк)
Дерінг-Гарбор (англ. Dering Harbor) — селище (англ. village) в США, в окрузі Саффолк штату Нью-Йорк. Населення — 50 осіб (2020).

## Географія
Дерінг-Гарбор розташований за координатами 41°5′32″ пн. ш. 72°20′29″ зх. д. / 41.09222° пн. ш. 72.34139° зх. д. (41.092177, -72.341328).  За даними Бюро перепису населення США в 2010 році селище мало площу 0,67 км², з яких 0,64 км² — суходіл та 0,03 км² — водойми.

## Демографія
Згідно з переписом 2010 року, у селищі мешкало 11 осіб у 5 домогосподарствах у складі 4 родин. Густота населення становила 16 осіб/км².  Було 35 помешкань (52/км²).
Расовий склад населення:
| - 100,0 % — білих |

До двох чи більше рас належало 0,0 %. Частка іспаномовних становила 0,0 % від усіх жителів.
За віковим діапазоном населення розподілялося таким чином: 0,0 % — особи молодші 18 років, 63,6 % — особи у віці 18—64 років, 36,4 % — особи у віці 65 років та старші. Медіана віку мешканця становила 61,5 року. На 100 осіб жіночої статі у селищі припадало 120,0 чоловіків;  на 100 жінок у віці від 18 років та старших — 120,0 чоловіків також старших 18 років.
Цивільне працевлаштоване населення становило 0 осіб. 